# 貝葉

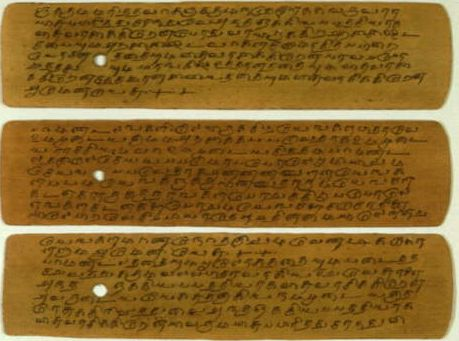
15世紀または16世紀頃のタミル地方のキリスト教徒がヤシの葉に書いた貝葉

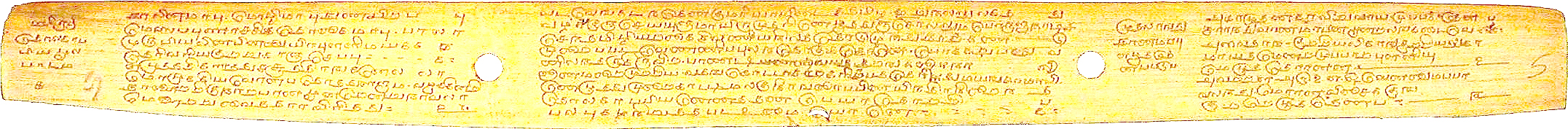
古代（500 B.C. 以前）のタミル語の文法が書かれたヤシの葉 'Thol.kaa.p.pi.am' の複製

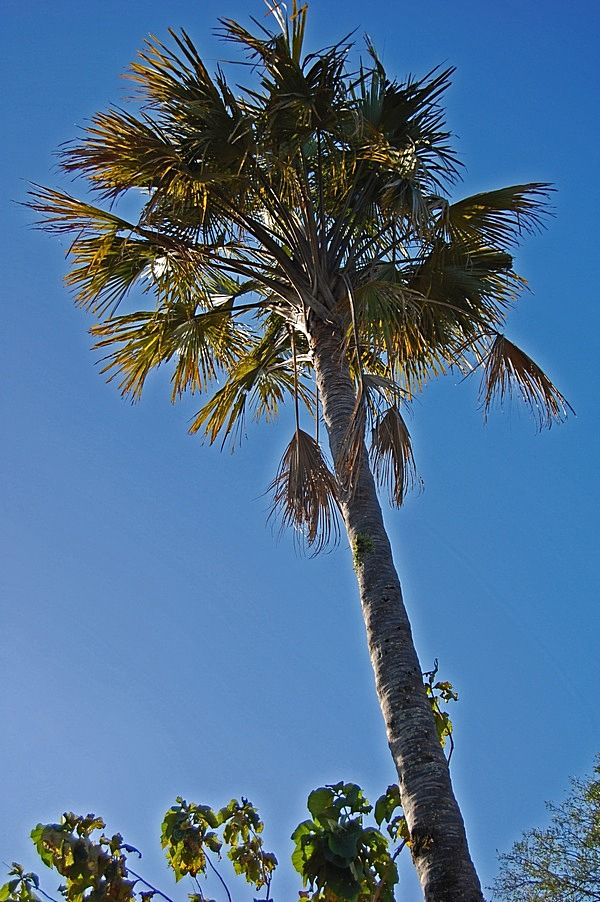
Corypha utan

貝葉（ばいよう）とは、椰子などの植物の葉を加工して、紙の代わりに用いた筆記媒体。東南アジア、南アジアで多く利用された。貝多羅葉（ばいたらよう）の略称である。
貝多羅葉（ばいたらよう）の名称は、古代インドで植物の葉が筆記媒体として用いられていたため、サンスクリットで「木の葉」の意味を持つパットラ (pattra) と、さらに主に用いられたオウギヤシ（パルミラヤシ）である「ターラ（tala、多羅樹）の葉」を漢訳したものを起源とする。原材料は地域や植生によって様々な材料が用いられるが、主にヤシ科のパルミラヤシ (Borassus flabellifer)、タラバヤシ（学名：Corypha umbraculifera、utan、グバンヤシ gebang utan とも）などが使用される。貝葉は、タイではバイ・ラーン (ใบลาน)、インドネシアではロンタール (lontar) と呼ばれる。
仏教の経典は初期には「貝葉」に書かれた。たとえばパキスタンのギルギットで出土した「法華経」は5-6世紀のものと考えられている。
日本においてはタラヨウ（多羅葉、モチノキ科）があるが、この名は葉の裏に傷をつけると貝葉のように文字を書くことができるために付けられた。

## 現存の古写本
現存する貝葉写本で最古とされるのは、中央アジアで発見された推定2世紀頃の写本断簡である。また4世紀～5世紀の断簡がやはり中央アジアで発掘されており、日本に奈良時代に請来し現在も寺院等で保存されている貝葉写本、ネパールで保存されている貝葉写本がそれに次ぐ。インドでは、熱帯・亜熱帯の気候のせいか、11世紀以前の貝葉写本は発見されていない。

## 地域差

### カンボジア
椰子の葉の写本（クメール語でスルック・リスと呼ばれる）は、アンコール時代からカンボジアで発見されており、アンコール・ワットの壁に少なくとも1つの浮き彫りがある。フランスの考古学者オリヴィエ・ド・ベルノンは、カンボジア内戦の混乱の中でトルーク・リットの約90％が失われ、写本やデジタルメディアなどの新しいメディアに取って代わられたと推定している。それ以来、プノンペンのワット・ウナラム などのパゴダで保護活動が行われている。

### インド
オディシャの棕櫚の葉の写本には、経典、デーヴァダシー像、カーマ・スートラの様々なムドラが含まれている。オディシャの初期の椰子葉写本には、オディ語やサンスクリット語で書かれたSmaradipika、Ratimanjari、Panchasayaka、Anangarangaなどの作品がある。ブバネシュワルのオディシャ州立博物館には、ヤシの葉に描かれた4万点の写本がある。言語はサンスクリット語だが、そのほとんどはオディア文字で書かれている。最も古い写本は14世紀のものだが、本文の年代は2世紀までさかのぼることができる。 インドでは、椰子の葉は聖者によって占星術の印、宗教的な説教、人間の出来事に関する情報を記録するために使われていた。

### インドネシア
インドネシアでは、ヤシの葉に書かれた原稿をロンタルと呼ぶ。インドネシア語は古ジャワ語のrontalの現代形である。ロン「葉」とタル「ヤシの木」である。パルミラヤシの葉が扇形をしていることから、これらの木は「扇の葉」とも呼ばれる。ロンタルツリーの葉は、昔から織物のマット、パームシュガーの包み紙、水すくい、宝石、儀式の道具、筆記用具など、さまざまな用途に使われてきた。今日でも、籐紙に文字を書く技術はバリ島に残っており、ヒンドゥー教のテキストを書き写す神聖な義務としてバリのバラモン教徒によって行われている。

## コレクション
日本における貝葉のコレクションは、京都大学、大谷大学などにタイの貝葉コレクションがある。さらに、タイではチェンマイ大学の体系だったラーンナー貝葉コレクションが知られている。

## 関連文献
- 安江明夫「ヤシの葉写本研究ノート」『研究年報』第57号、學習院大學文學部、2010年、105-140頁、ISSN 04331117、2022年10月8日閲覧。
- 安江明夫「ヤシの葉から紙へ : ネパール写本研究ノート」『研究年報』第58号、學習院大學文學部、2011年、87-114頁、ISSN 04331117、2022年10月8日閲覧。